# Chandrapur
Chandrapur là một thành phố và là nơi đặt hội đồng đô thị (municipal council) của quận Chandrapur thuộc bang Maharashtra, Ấn Độ.

## Địa lý
Chandrapur có vị trí 19°57′B 79°18′Đ / 19,95°B 79,3°Đ Nó có độ cao trung bình là 189 mét (620 foot).

## Nhân khẩu
Theo điều tra dân số năm 2001 của Ấn Độ, Chandrapur có dân số 297.612 người. Phái nam chiếm 50% tổng số dân và phái nữ chiếm 50%. Chandrapur có tỷ lệ 73% biết đọc biết viết, cao hơn tỷ lệ trung bình toàn quốc là 59,5%: tỷ lệ cho phái nam là 81%, và tỷ lệ cho phái nữ là 65%. Tại Chandrapur, 12% dân số nhỏ hơn 6 tuổi.